# Campsiandra
Campsiandra é um género botânico pertencente à família Fabaceae.